# Tating
Tating è un comune tedesco nel circondario della Frisia Settentrionale dello Schleswig-Holstein.

## Geografia fisica
Il comune si trova sulla linea ferroviaria tra Husum e Sankt Peter-Ording. Tating si trova a 10 kilometri da Sankt Peter-Ording ed a 30 ad ovest di Tönning sulla penisola di Eiderstedt.

## Storia
Tating fu la capitale della Centena storica di Utholm dello Schleswig. La prima menzione della località risale al 1187.

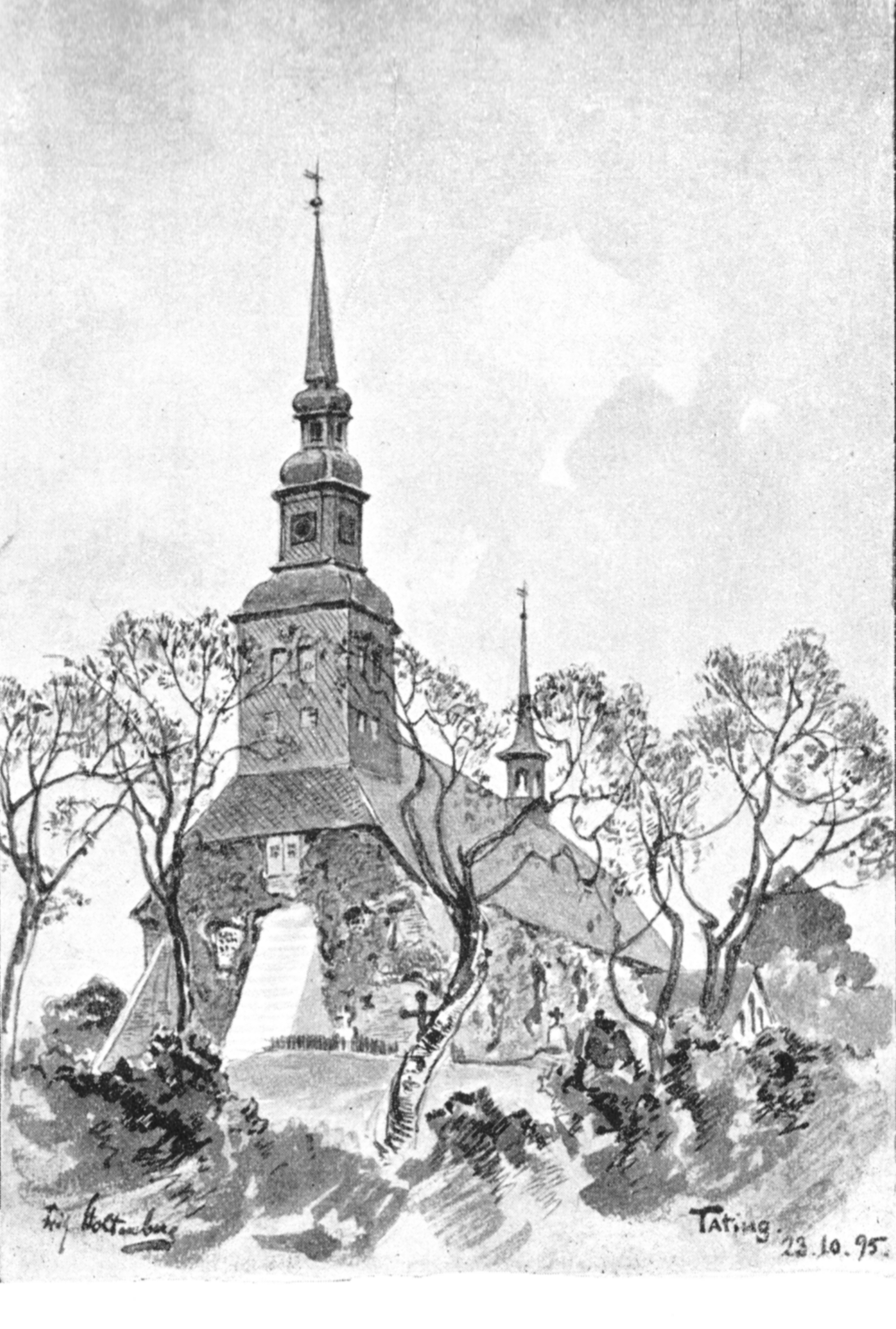
La chiesa di St.Magnus a Tating, 1895

La chiesa di St Magnus è la più antica di Tating e probabilmente la struttura più antica della penisola. Nel 1103 fu costruita la prima cappella di legno. Ora la navata principale ed il coro sono in stile romanico.